# Lê Văn Hoạch
Lê Văn Hoạch (1896 – 1978) là Thủ tướng Cộng hòa Tự trị Nam Kỳ từ tháng 11 năm 1946 đến tháng 9 năm 1947.

## Tiểu sử

### Thân thế
Lê Văn Hoạch sinh năm 1896 tại Phong Điền, Cần Thơ, Nam Kỳ, Liên bang Đông Dương.
Ông tốt nghiệp Y khoa Bác sĩ tại Pháp năm 1923. Bên cạnh đó, ông còn là một chức sắc của đạo Cao Đài và được phong phẩm vị Bảo Sanh Quân năm 1930.

### Tham chính
Sau khi du học ở Pháp về Sài Gòn, Lê Văn Hoạch hoạt động tích cực trong phong trào Cao Đài. Sau đó, ông giữ chức Trưởng ty Cảnh sát Cần Thơ vào thời điểm Nhật đảo chính Pháp ngày 9 tháng 3 năm 1945, nhờ đó ông có điều kiện thuận tiện để bảo vệ người Pháp ở đó. Tháng 6 năm 1946, người Pháp ghi nhận công lao giúp đỡ của ông dành cho họ nên đã ủng hộ ông làm đại biểu tỉnh Cần Thơ vào Hội đồng Tư vấn Nam Kỳ.
Ngày 9 tháng 11 năm 1946, bác sĩ Nguyễn Văn Thinh, Thủ tướng Cộng hòa tự trị Nam Kỳ đầu tiên tự sát. Hội đồng Tư vấn Nam Kỳ nhóm họp để bầu người lên thay. Dưới sự chủ tọa của chủ tịch Béziat, hội đồng tư vấn chọn được 34 người, rồi 34 người này bầu ra tân thủ tướng. Bác sĩ Lê Văn Hoạch được các nghị viên Pháp dồn hết phiếu cho nên đắc cử Thủ tướng Cộng hòa tự trị Nam Kỳ tiếp theo.
Tuy nhiên, do chủ trương "Nam kỳ tự trị" phân li nên gặp sự phản đối quyết liệt của quần chúng nên Chính phủ Lê Văn Hoạch chỉ tồn tại đến tháng 9 năm 1947 thì sụp đổ. Tướng Nguyễn Văn Xuân đứng ra lập chính phủ mới nhưng đến tháng 5 năm 1948 thì đổi tên Cộng hòa tự trị Nam Kỳ thành Cộng hòa Nam phần Việt Nam để xác nhận Nam Kỳ là một phần của Việt Nam, chuẩn bị cho "giải pháp Bảo Đại". Bác sĩ Lê Văn Hoạch cũng tham gia phái đoàn nhân sĩ sang Hồng Kông để bái kiến Cựu hoàng Bảo Đại, chuẩn bị thành lập chính quyền Quốc gia Việt Nam. Ông nhiều lần giữ chức vụ Quốc vụ khanh trong nhiều chính phủ với tư cách là nhân sĩ Cao Đài trong cả hai thời kỳ Quốc gia Việt Nam và Việt Nam Cộng hòa.
Trong Chính phủ Trần Văn Hữu cải tổ ngày 8 tháng 3 năm 1952, Lê Văn Hoạch làm Tổng trưởng Bộ Canh nông. Khi Chính phủ Nguyễn Văn Tâm được thành lập thay thế Chính phủ Trần Văn Hữu từ ngày 25 tháng 6 năm 1952. Bác sĩ Lê Văn Hoạch giữ chức vụ Tổng trưởng Bộ Y tế, rồi khi Chính phủ Nguyễn Văn Tâm cải tổ ngày 8 tháng 1 năm 1953, ông được cất nhắc lên Phó Thủ tướng kiêm Tổng trưởng Bộ Thông tin Tuyên truyền và Tác chiến tinh thần.

### Cuối đời
Khi Viện Đại học Cao Đài thành lập ở Tây Ninh vào ngày 17 tháng 4 năm 1973, ông trở thành Viện trưởng Viện Đại học này. Ông giữ chức vụ một thời gian rồi từ chức và trở về quê nhà ở Cần Thơ an dưỡng tuổi già.
Ông mất năm 1978 tại tư gia, hưởng thọ 82 tuổi.

## Đời tư
Ông có người em trai là Giáo sư Lê Văn Huấn từng dạy học tại Trường Petrus Ký. Lê Văn Huấn theo Việt Minh chống Pháp. Sau này ông Huấn là Phó Chủ tịch Mặt trận Dân tộc Giải phóng Miền Nam Việt Nam, và rồi Phó Chủ tịch Ủy ban Trung ương Mặt trận Tổ quốc Việt Nam .